# Isle aux Morts River
Der Isle aux Morts River (Isle aux Morts französisch für „Insel der Toten“) ist ein etwa 35 km langer Fluss im Südwesten der zur kanadischen Provinz Neufundland und Labrador gehörenden Insel Neufundland.

## Flusslauf
Der Isle aux Morts River hat seinen Ursprung in einem kleinen 390 m hoch gelegenen namenlosen See, etwa 7 km östlich des Little Codroy Lake. Der Fluss fließt anfangs 6,5 km in südöstlicher Richtung. Dabei liegen mehrere kleinere Seen entlang dem Flusslauf. Anschließend wendet sich der Isle aux Morts River nach Süden. Die Route 470 überquert den Fluss 3,5 km oberhalb der Mündung. Der Fluss mündet schließlich 2 km westlich der Gemeinde Isle aux Morts sowie 10 km östlich von Channel-Port aux Basques in den Atlantik. Vor der Mündung befindet sich die Insel Isle aux Morts.

## Hydrologie
Der Isle aux Morts River entwässert ein Areal von etwa 210 km². Der mittlere Abfluss beträgt 13,7 m³/s. Im Mai führt der Fluss mit im Mittel 31,2 m³/s die größte Wassermenge.

## Flussfauna
Der Bestand an Atlantischen Lachsen im Flusssystem des Isle aux Morts River gilt laut NASCO als „gefährdet“.